# Пійріссааре (волость)
Пі́йріссааре (ест. Piirissaare vald) — колишня волость в Естонії, до адміністративної реформи 2017 року одиниця самоврядування в повіті Тартумаа. Розташовувалося на острові Пійріссаар на Чудсько-Псковському озері.

## Географічні дані
Площа волості — 7,8 км2, чисельність населення на 1 січня 2017 року становила 99 осіб.

## Населені пункти
Адміністративний центр — село Тооні.
На території волості розташовувалися 3 села (küla): Пійрі (Piiri), Сааре (Saare), Тооні (Tooni).

## Історія
22 червня 2017 року Уряд Естонії постановою № 104 затвердив утворення нової адміністративної одиниці шляхом об'єднання територій волостей зі складу повіту Тартумаа: Лаева, Пійріссааре і Тарту, та волості Табівере, що належала повіту Йиґевамаа. Новий муніципалітет отримав назву волость Тарту. Зміни в адміністративно-територіальному устрої, відповідно до постанови, мали набрати чинності з дня оголошення результатів виборів до волосної ради нового самоврядування.
15 жовтня 2017 року в Естонії відбулися вибори в органи місцевої влади. Утворення волості Тарту набуло чинності 25 жовтня 2017 року. Волость Пійріссааре  вилучена з «Переліку адміністративних одиниць на території Естонії».